# 华为Ascend W1
Huawei Ascend W1（簡稱华为W1或Huawei W1）是华为於2013年1月在CES正式发布的一款智慧型手機，搭载Windows Phone 8系统。

## 設計
Huawei Ascend W1提供多种色彩款式选择，包括梦想蓝、凝夜黑、霞光红、极昼白四种机身颜色。机身厚度10.15mm。
采用基于28nm工艺制程的高通高端Krait架构的MSM8230双核CPU，嵌入式Adreno 305图形处理器。具备4.0英寸WVGA分辨率触控屏，该触控屏采用全贴合技术，內建4GB的ROM及512的RAM，並支援 MicroSD 卡擴充。内置一块2020毫安时的可拆卸式电池。支持3.5mm耳机接口。

## 上市及销售
华为手机产品线总裁Kevin Ho表示，已经在美国和欧洲市场上售出超过100万台Ascend W1。华为表示，不打算抢占诺基亚的市场份额，想和诺基亚、微软联手打造一个良好的Windows Phone平台。

### 英国
于2013年3月7日上市，由O2 UK专属运营。售价是119.99英镑（SIM-locked），约合人民币1135元。合约机为零元购机，每月最低消费13.5英镑。

### 俄罗斯
2013年2月正式上市，售价为8990俄罗斯卢布（约合人民币1874元）。

### 德国
2013年3月上市，售价为197.89欧元，约合人民币1570元。

### 意大利
2013年3月上市，售价为199欧元，约合人民币1615元。

### 美国
华为表示，Ascend W1在美国的售价会有竞争力，但是根据沃尔玛上的消息，这款设备的售价为229.88，约合人民币1412元。

### 中国大陆
2013年1月上市，联通版及电信版定价均为1599元。

## 系统
Huawei Ascend W1是华为旗下首款搭载Windows Phone 8系统的手机。
在微软官方Windows Phone 8.1手机升级Windows 10 Mobile资格设备列表中，Huawei Ascend W1为可能无法升级以及暂时不能升级的设备（状态3）。

## 相关活动
华为为Ascend W1推出营销推广活动，题为“记录梦想”。在竞赛活动中，华为赞助四个年轻的艺术家和企业家，并记录下华为Huawei Ascend W1是如何帮助他们实现梦想的。

## 后续
Ascend W系列为华为唯一搭载Windows Phone系统的智能手机系列，该系列仅推出两款机型（Huawei Ascend W1、Huawei Ascend W2），由于考虑到Windows Phone手机不能获利，华为宣布放弃Windows Phone手机的生产计划。

## 外部連結
- 华为W1-功能特征-华为技术有限公司（页面存档备份，存于互联网档案馆）